# Oncidium calimanianum
Oncidium calimanianum là một loài thực vật có hoa trong họ Lan. Loài này được (Guiard) Königer mô tả khoa học đầu tiên năm 2008.